# Auf der Mussen
Auf der Mussen är ett berg i Österrike.   Det ligger i distriktet Hermagor och förbundslandet Kärnten, i den centrala delen av landet, 300 kilometer sydväst om huvudstaden Wien. Toppen på Auf der Mussen är 1 500 meter över havet, eller 6 meter över den omgivande terrängen. Bredden vid basen är 0,20 km.
Terrängen runt Auf der Mussen är huvudsakligen bergig, men åt nordost är den kuperad. Terrängen runt Auf der Mussen sluttar österut. Närmaste större samhälle är Lienz, 18,8 kilometer nordväst om Auf der Mussen. 
I omgivningarna runt Auf der Mussen växer i huvudsak blandskog. Runt Auf der Mussen är det ganska glesbefolkat, med 24 invånare per kvadratkilometer.